# 娜克希迪尔
娜克希迪尔（Nakshidil或Nakşidil，1768年—1817年8月28日），奥斯曼帝国苏丹阿卜杜勒·哈米德一世的第四位皇后，马哈茂德二世母親，1808年至1817年间為皇太后，称苏丹皇太后 娜克希迪尔，实际掌握奥斯曼帝国大权。

## 生平
娜克希迪尔出生於喬治亞，據傳於1784年左右，当她乘船从南特出发回家乡的时候，被阿尔及利亚海盗所虏，阿尔及利亚总督将其买下并进贡给苏丹阿卜杜勒·哈米德一世。在后宫中，她很快得宠，成为苏丹排名第四的正妻，皇子馬哈茂德的母親，被赐名娜克希迪尔，义为“绣着花边的心灵”。
1789年，阿卜杜勒·哈米德一世去世，其侄兒塞利姆三世继位。塞利姆三世非常尊重娜克希迪尔，将其留在宫中（按規定，蘇丹逝世後其遺孀無子者須全部移居舊皇宮，有子者則隨兒子到其管轄地居住），但是并未将其纳入自己的后宫。

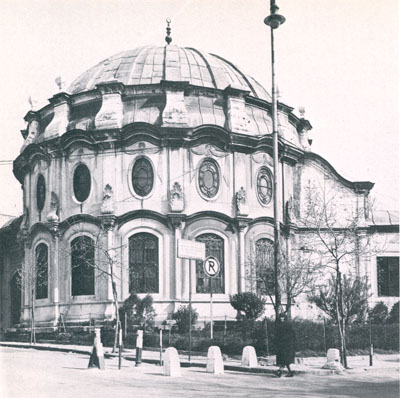
娜克希迪尔之墓

1807年，反对塞利姆改革的守旧派穆斯林耶尼切里发动政变，废黜塞利姆，推举其堂弟穆斯塔法四世即位。禁卫军更攻入皇宫试图杀死心目中的恶魔娜克希迪尔，她被迫与其兒子马哈茂德躲在一个熄灭的炉子中方才得以幸免于难。
1808年，大将阿萊姆達爾·穆斯塔法帕夏进军首都君士坦丁堡，要求塞利姆复位，穆斯塔法四世拒绝，更杀死了塞利姆，自己随即也死于乱军之手。这样，马哈茂德作为第一顺序的继承人，登上了苏丹宝座，娜克希迪尔也随之掌握了整个帝国的军政大权。
1817年，娜克希迪尔去世，她的墓地至今还保存在伊斯坦布尔城法提赫区的法提赫庭院中。

## 传说
据传说，她原名Aimee De Buc De Rivery，是法国殖民地马提尼克岛一贵族之女，与拿破仑的皇后約瑟芬·德·博阿爾內是表姐妹。幼年时，曾有一名女巫为二人看相，并预言两人均会成为皇后，分别统治西方和东方。

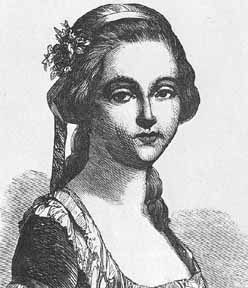
Aimee素描像

据说正是由于约瑟芬成为法国皇后的原因，土耳其在拿破仑战争的前期一直站在法国一边。但是拿破仑却一直不知道娜克希迪尔的存在，抛弃了其表姐，而迎娶奥地利公主。这立刻招致了报复，在1812年，娜克希迪尔突然改变了与法国结盟的立场，与宿敌俄国议和，导致俄国能够抽调俄土边境的大军北上，在别列津纳河战役中重创拿破仑。
据传说，娜克希迪尔从没有放弃过天主教信仰，即便是在临终前，仍然提出要神父为其忏悔，马哈茂德答应了她的要求，使得有史以来第一次允许天主教神父踏入了后宫。

后世有多部小说描写她的传奇经历，其中尤以希腊迈克尔王子的“Sultana”和Janet Wallach的“Seraglio”最为出名。1989年，好莱坞将其经历搬上银幕，名为“温柔的权力”，由奥斯卡影帝F·默里·亚伯拉罕主演。

## 历史评价
不少人相信塞利姆三世正是在娜克希迪尔的影响下，才开始大规模向西方，尤其是法国学习，组建新军，进而推动整个国家开始改革。她掌权之后，秉承了塞利姆的改革措施，打开了土耳其封闭的国门。
在她死后，马哈茂德继续她的改革措施，废除了禁卫军和穆斯林原教旨主义的教团，并对麦加的原教旨主义者瓦哈比教派发动战争。